# La Unión (Escuque)
Pour les articles homonymes, voir La Unión.
La Unión est l'une des quatre paroisses civiles de la municipalité d'Escuque dans l'État de Trujillo au Venezuela. Sa capitale est El Alto, dite également Alto de Escuque.